# Libertad y Cambio
Libertad y Cambio fue un sector político del Partido Colorado (Uruguay) a finales del siglo XX.
En los últimos años de la dictadura cívico-militar, el doctor Enrique Tarigo saltó a la notoriedad pública a raíz del debate televisivo en el cual se opuso a la reforma constitucional impulsada por los militares. A partir de entonces, comenzó a rodearlo una corriente de nuevos dirigentes políticos.
Así, en las elecciones internas de 1982, comparece la novel agrupación Libertad y Cambio, Lista ACE, que resultó un éxito de votación.
Para las elecciones de 1984, Tarigo es candidato a la vicepresidencia acompañando a Julio María Sanguinetti. Su agrupación, con la Lista 85, proyectó una imagen renovada, y cosecharon más de setenta mil votos en Montevideo, que les significaron obtener cinco bancas en diputados: Luis Hierro López, Ope Pasquet Iribarne, Roberto Asiaín, Ricardo Lombardo y Hugo Granucci. Accedieron con varios cargos a la Junta Departamental de Montevideo, entre otros, con Aníbal Gloodtdofsky.
En las elecciones de 1989, apenas lograron retener una banca para Hierro López. Posteriormente, esta agrupación se disolvió.